# Joachim Trier
Joachim Trier (Copenaghen, 1º marzo 1974) è un regista e sceneggiatore norvegese.

## Biografia
Con il film d'esordio Reprise (2006) ha ricevuto diversi premi, tra cui tre Premi Amanda e il Tulipano d'oro. Ha concorso al Festival di Cannes 2011 nella sezione Un Certain Regard con Oslo, 31. august, tratto dal romanzo Fuoco fatuo di Pierre Drieu La Rochelle. Questo film è stato tra i film norvegesi proposti per l'Oscar al miglior film straniero e ha trionfato al Festival del cinema di Stoccolma 2011. È stato in concorso al Festival di Cannes coi film Segreti di famiglia (2015), La persona peggiore del mondo (2017) e Affeksjonsverdi (2025). Nel 2022 è stato candidato all'Oscar alla miglior sceneggiatura originale per La persona peggiore del mondo, che è stato anche candidato come miglior film straniero.

## Filmografia

### Lungometraggi di finzione
- Reprise (2006)
- Oslo, 31. august (2011)
- Segreti di famiglia (Louder Than Bombs) (2015)
- Thelma (2017)
- La persona peggiore del mondo (Verdens verste menneske) (2021)
- Affeksjonsverdi (2025)

### Documentari
- Den andre Munch (2018)

### Cortometraggi
- Pietà (2000)
- Still (2001)
- Procter (2002)

## Riconoscimenti
- Premio Oscar
  - 2022 – Candidatura alla miglior sceneggiatura originale per La persona peggiore del mondo
- Festival di Cannes
  - 2011 – In concorso (Un Certain Regard) con Oslo, 31. august
  - 2015 – In concorso per la Palma d'oro con Segreti di famiglia
  - 2021 – In concorso per la Palma d'oro con La persona peggiore del mondo
  - 2025 – Grand Prix Speciale della Giuria per Affeksjonsverdi
- Premio César
  - 2013 – Candidatura al miglior film straniero per Oslo, 31. august
  - 2022 – Candidatura al miglior film straniero per La persona peggiore del mondo
- Premio EFA
  - 2021 – Candidatura alla miglior sceneggiatura per La persona peggiore del mondo